# کوایر بویز
 کُوایر بویز (به انگلیسی: The Quireboys) یک گروه راک انگلیسی است که در سال ۱۹۸۴ در لندن تشکیل شده‌است. نام گروه در ابتدا، queerboys بود که بعدها با نام the London quireboys در ایالات متحده و کانادا شناخته شدند و در آخر با نام فعلی منسوب شدند.
این گروه تا اواخر دهه ۱۹۸۰ و اوایل دهه ۱۹۹۰ موفق بود و با اولین آلبوم خود به نام "A Bit of What You Fancy" به رتبه ۲ چارت بریتانیا رسید. موفق‌ترین تک آهنگ آنها در چارت، آهنگ "Hey You" بود.
در سال ۱۹۹۳، د کوایر بویز فروپاشید. اما در سال ۱۹۹۵ با تغییراتی در اعضا اصلاح شد. اصلاحات دائمی تر در سال ۲۰۰۱ زمانی اتفاق افتاد که اسپایک، بعنوان پیشگام به‌همراه گای گریفین، گیتاریست، ترکیب جدیدی را تشکیل دادند.
گروه هنوز فعال است و دائماً در حال ضبط آهنگ‌های جدید و تورهای جهانی است. آخرین آلبوم آنها، "Amazing Disgrace"، در ۵ آوریل ۲۰۱۹ منتشر شد.

## تاریخچه گروه
خواننده اصلی گروه، جاناتان گری (که معمولاً «اسپایک» نامیده می‌شود) در سن ۱۷ سالگی از نیوکاسل به لندن نقل مکان کرد. اسپایک در یک بار با نوازنده گیتار گای بیلی، از طریق خواهر بزرگترش جولی، آشنا شد. در آن زمان آنها همسفر هم بودند، اما در مورد موسیقی با هم گفتگویی نداشتند. تا اینکه یک سال بعد یکی از دوستانش گیتار آورد و آنها شروع به نواختن آهنگهای چاک بری کردند.
در اواسط دهه ۱۹۸۰ این دو تصمیم به تشکیل یک گروه راک اند رول گرفتند، نام انتخاب شده برای این گروه در ابتدا "The Choirboys" بود که از فیلمی به همین نام ساخته سال ۱۹۹۷ گرفته شده بود، اما خیلی زود آن را به "Queerboys" تغییر دادند. گری و بیلی، نایجل مگگ (برادرزاده فیل ماگ)، کریس جانستون و پاول هورنبی که قبلاً با" The Dogs D'Amour" و با پیت برنز، درامر پیشین گروه "Nightmares in Wax" ، به گروه پیوستند.

## ترانه‌شناسی

### آلبوم‌های استودیویی[۲][۵]
| سال انتشار | آلبوم                          | US | UK | گواهینامه‌ها | ناشر           |
| ---------- | ------------------------------ | -- | -- | ----------- | -------------- |
| ۱۹۹۰       | A Bit of What You Fancy        | -  | ۲  | UK: طلایی   | EMI/Parlophone |
| ۱۹۹۳       | Bitter Sweet & Twisted         | -  | ۳۱ | -           | EMI/Parlophone |
| ۲۰۰۱       | This Is Rock'n'Roll            | -  | -  | -           | Sanctuary      |
| ۲۰۰۴       | Well Oiled                     | -  | -  | -           | SPV            |
| ۲۰۰۸       | Homewreckers & Heartbreakers   | -  | -  | -           | Jerkin Crocus  |
| ۲۰۰۹       | Halfpenny Dancer               | -  | -  | -           | Jerkin Crocus  |
| ۲۰۱۳       | Beautiful Curse                | -  | -  | -           | Off Yer Rocka  |
| ۲۰۱۴       | Black Eyed Sons                | -  | -  | -           | Off Yer Rocka  |
| ۲۰۱۵       | St. Cecilia and the Gypsy Soul | -  | -  | -           | Off Yer Rocka  |
| ۲۰۱۶       | Twisted Love                   | -  | -  | -           | Off Yer Rocka  |
| ۲۰۱۷       | White Trash Blues              | -  | -  | -           | Off Yer Rocka  |
| ۲۰۱۹       | Amazing Disgrace               | -  | -  | -           | Off Yer Rocka  |

### سینگل ترک‌ها
| سال انتشار | سینگل ترک                   | رتبه در چارت‌ها | رتبه در چارت‌ها | رتبه در چارت‌ها | رتبه در چارت‌ها |
| سال انتشار | سینگل ترک                   | CAN            | US             | US Main        | UK             |
| ---------- | --------------------------- | -------------- | -------------- | -------------- | -------------- |
| ۱۹۸۸       | Mayfair                     | -              | -              | -              | ۹۵             |
| ۱۹۸۸       | There She Goes Again        | -              | -              | -              | ۸۷             |
| ۱۹۸۹       | 7 O'Clock                   | ۴۱             | -              | -              | ۳۶             |
| ۱۹۸۹       | Hey You                     | ۸۲             | -              | -              | ۱۴             |
| ۱۹۹۰       | I Don't Love You Anymore    | ۷۱             | ۷۶             | -              | ۲۴             |
| ۱۹۹۰       | There She Goes Again/Misled | -              | -              | -              | ۳۷             |
| ۱۹۹۲       | Tramps and Thieves          | -              | -              | -              | ۴۱             |
| ۱۹۹۳       | Brother Louie               | ۶۸             | -              | -              | ۳۲             |
| ۱۹۹۳       | Last Time                   | -              | -              | -              | -              |
| ۲۰۰۵       | Tears In Heaven             | -              | -              | -              | ۸۸             |
| ۲۰۰۸       | Blyth Spartans              | -              | -              | -              | -              |
| ۲۰۱۲       | Biking for Bobby            | -              | -              | -              | -              |
| ۲۰۱۳       | Too Much of a Good Thing    | -              | -              | -              | -              |
| ۲۰۱۳       | Diamonds and Dirty Stones   | -              | -              | -              | -              |
| ۲۰۱۵       | Gracie B                    | -              | -              | -              | -              |